# Ludmila Uhlířová
Ludmila Uhlířová (ur. 3 marca 1940 w Pradze) – czeska językoznawczyni, bohemistka i bułgarystka. Do jej zainteresowań naukowo-badawczych należą: czeska gramatyka i kultura języka, slawistyka kontrastywna, socjolingwistyka, językoznawstwo kwantytatywne i typologia lingwistyczna.

## Życiorys
Absolwentka bohemistyki i bułgarystyki na Wydziale Filozoficznym Uniwersytetu Karola w Pradze. Po ukończeniu studiów została zatrudniona w Zakładzie Lingwistyki Matematycznej Instytutu Języka Czeskiego (oddělení matematické lingvistiky), z którym była związana przez dwie dekady, zajmując się problematyką składni i szyku wyrazów języka czeskiego.
Pracowała również w Zakładzie Slawistyki Instytutu Języka Czeskiego oraz w Zakładzie Kultury Językowej i Gramatyki.
W 2004 r. otrzymała tytuł doktor honoris causa, przyznany przez Uniwersytet Sofijski im. św. Klemensa z Ochrydy.
Redaktorka naczelna czasopisma „Naše řeč” (2003–2008); członkini rad redakcyjnych czasopism „Slovo a slovesnost”, „Časopis pro moderní filologii” i „Sypostawitełno ezikoznanie” (Sofia). Wniosła wkład w czeskie poradnictwo językowe.

## Wybrana twórczość
- Knížka o slovosledu (1987)[4]
- Na co se nás často ptáte (2002)[5]
- Jak vymezit v souvislosti s prací na internetové příručce češtiny role jazykové poradny jakožto akademické jazykověvýchovné instituce? (2009)[6]